# José Poiares
José Poiares é um produtor, coordenador e realizador. de televisão da Rádio Televisão Portuguesa e é o Chefe de Eventos do mesmo canal, em Portugal. Em 2009 e 2010 integrou no júri que seleccionou as candidaturas para votação on-line para o Festival RTP da Canção. José Poiares é também o chefe da delegação portuguesa que vais desde 1964 representar Portugal no Festival Eurovisão da Canção. José Poiares, é também o responsável por outros eventos e programas da RTP, como o Natal nos Hospitais (com mais de 50 anos e respectivas edições), várias séries juvenis, concursos, entre outros.